# Epitadeo
Epitadeo fue un éforo espartano del siglo IV a. C., a quiense atribuye una retra (ley) sobre el patrimonio, cuya autenticidad es discutida. El cambio legislativo habría tenido lugar hacia el año 400 a. C..
Epitadeo es mencionado por Plutarco quien, en su biografía del rey espartano Agis IV, escribe: 

Un hombre influyente, de carácter audaz y afanoso, devino éforo; se llamaba Epitadeo. A raíz de una querella con su hijo, editó una retra, que permitía la donación intervivos, o legar mediante testamento al ciudadano, su dominio privado y su lote de tierra a la persona de su elección.

 La ley puso fin a la inalienabilidad de los lotes de tierra  (kleroi) y autorizó las ventas disimuladas, permitiendo así a los espartiatas más ricos acrecer su patrimonio en detrimento de los más pobres. Un pasaje de la  Política de Aristóteles alude a la retra, pero sin la mención a  Epitadeo, y critica las desigualdades: «ha sido mal regulado por las leyes: el (sc. legislador) ha vuelto deshonroso (o kalon) comprar o vender (la tierra) que se posee y tenía razón; pero ha concedido a los que lo deseen el derecho de donar o de legar; ahora bien, que se trate de una manera o de otra, el resultado es el mismo».
Aunque los historiadores no parecen discutir su  existencia, la reforma que se le atribuye es problemática. Confirma a contrario sensu un modelo espartano que habría sido perfectamente igualitario en la época clásica, modelo que la investigación histórica actual tiende a criticar. El aflujo de oro y de plata no había provocado desigualdades más que en los bienes muebles. En tanto que los patrimonios (oikoi) subsistían y que el padre legaba su kleros a su hijo, no era demasiado grave.
Se presentó un argumento serio contra la autenticidad de la retra de Epitadeo: en su sucesión al trono, Agesilao II donó a su familia materna la mitad de los bienes de su padre, lo que supone la libertad de legar o de donar. Pero, aunque parezca difícil situar la retra de Epitadeo antes del reinado de Agesilao, este caso particular no permite asegurar que existiera ya una libertad total de donar o de legar. De todas, maneras, esta libertad debió jugar un gran papel cuando los numerosos muertos en 371 a. C. de Leuctra (400 de 700) o 40 años después los de la Megalópolis (una sexta parte de las tropas alistadas) dejaron a a muchos padres privados de hijos y deseosos de legar sus bienes recibiendo una contrapartida.